# Missatgeres del Bisbe
Les Missatgeres del Bisbe foren dones nomenades com a lectores laiques per l'Església d'Anglaterra, i al Canadà, durant la Primera Guerra Mundial a causa de l'escassetat d'homes. No es van nomenar més lectors llecs dones fins al 1969. Les dones es van organitzar en l'Ordre Diocesana de Dones Missatgeres (en anglès Diocesan Order of Women Messengers, abreujadament DOWM). La missatgera de l'últim bisbe a Anglaterra va ser Bessie Bangay que va morir el 1987. Encara hi ha missatgeres al Canadà.